# Lada Granta
Der Lada Granta ist eine vom russischen Autohersteller AwtoWAS am 11. Mai 2011 vorgestellte Limousine mit Frontantrieb, die sich seit November 2011 in Produktion befindet. Er ist im Niedrigpreissektor angesiedelt. Langfristig soll er die „klassischen“ Modelle von AwtoWAS ablösen. Die Produktion des Granta findet vorwiegend im kasachischen Werk der Azia Avto OAG statt. Hier entstehen jährlich bis zu 200.000 Einheiten. Auch im russischen Toljatti wird der Granta montiert. Dort werden pro Jahr bis zu 10.000 Fahrzeuge des Modells gebaut.

## Modellgeschichte
Das Modell basiert auf dem Lada Kalina. Der Granta ist als Stufenheck- und Fließhecklimousine erhältlich, während die Steilheck- und Kombivarianten als Lada Kalina 2 erhältlich sind. Bei AwtoWAS lautete der interne Name des Entwicklungsprojekts „Low Cost“. Es sollte ein Fahrzeug kreiert werden, das für alle bezahlbar ist. Um einen geeigneten Namen zu finden, startete AwtoWAS einen Wettbewerb, bei dem jeder einen Namensvorschlag für das neue Fahrzeug unterbreiten konnte. Der Wettbewerb lief unter dem Motto: „Ein Volksautomobil braucht einen Volksnamen“. Der Sieger des Wettbewerbs war ein Bewohner der Stadt Krasnojarsk namens Pawel Sacharow, der den Namen Granta vorschlug. Diesem schenkte AwtoWAS einen fabrikneuen Lada Kalina als Siegesprämie.

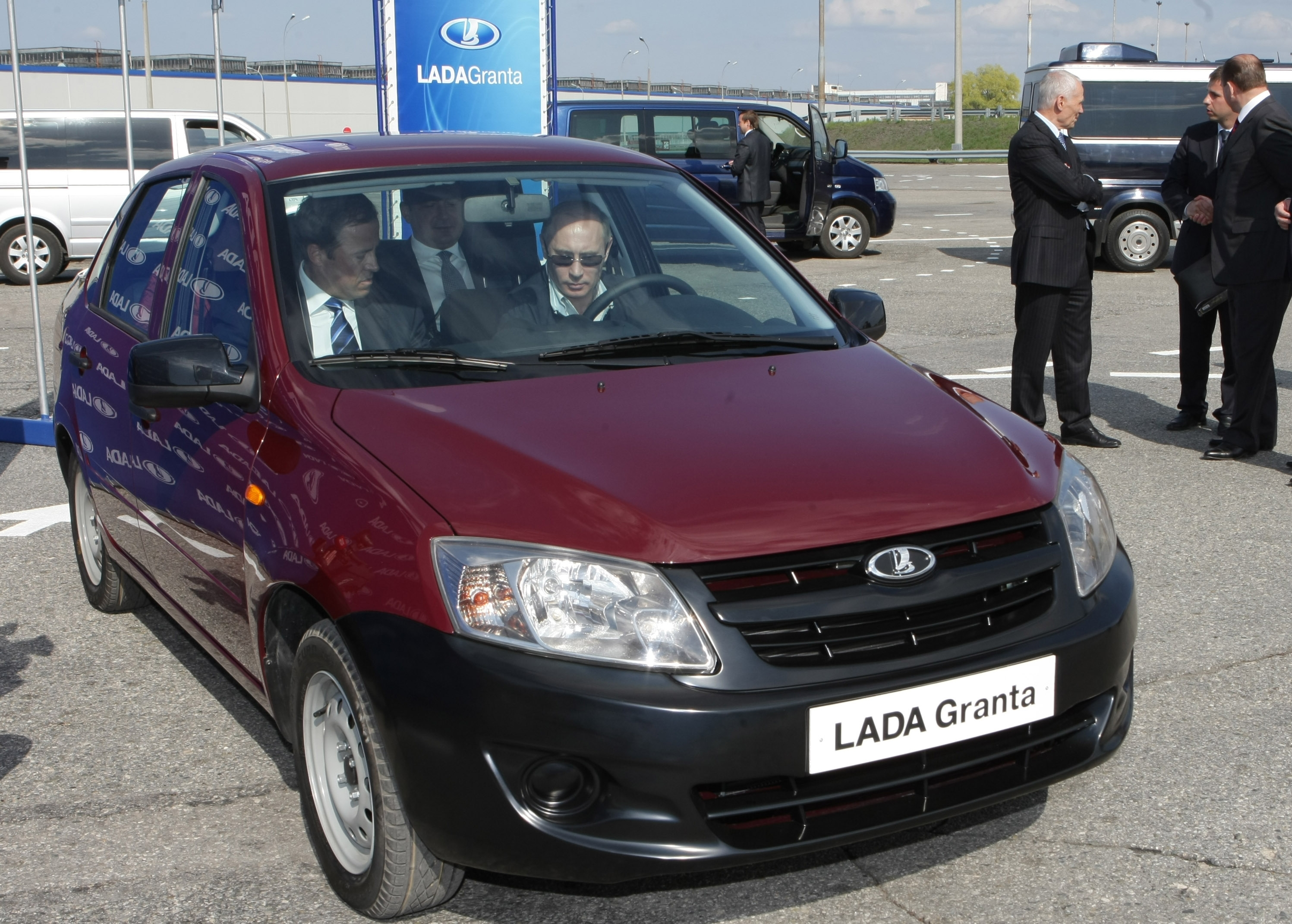
Russlands Präsident Wladimir Putin sitzt im Lada Granta

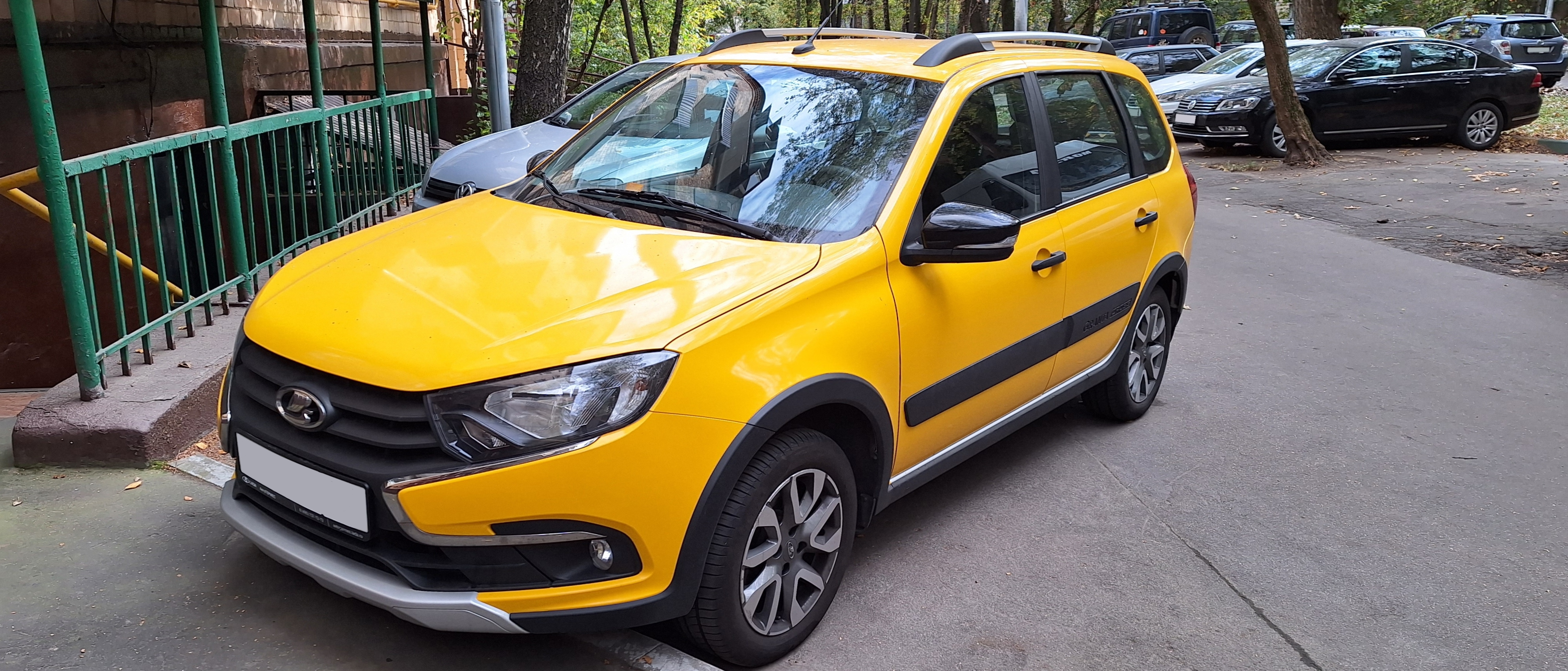
Lada Granta Cross

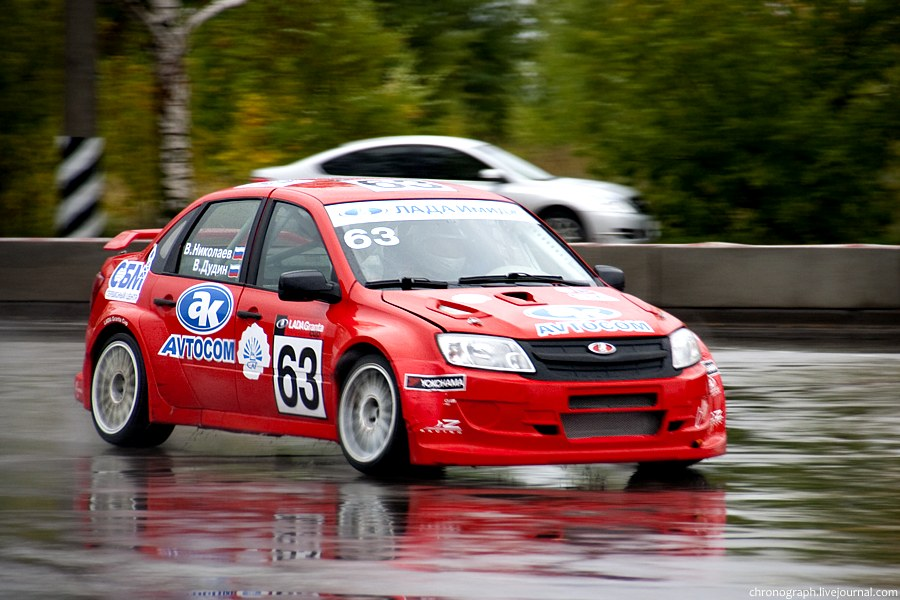
Der LADA Granta Sport

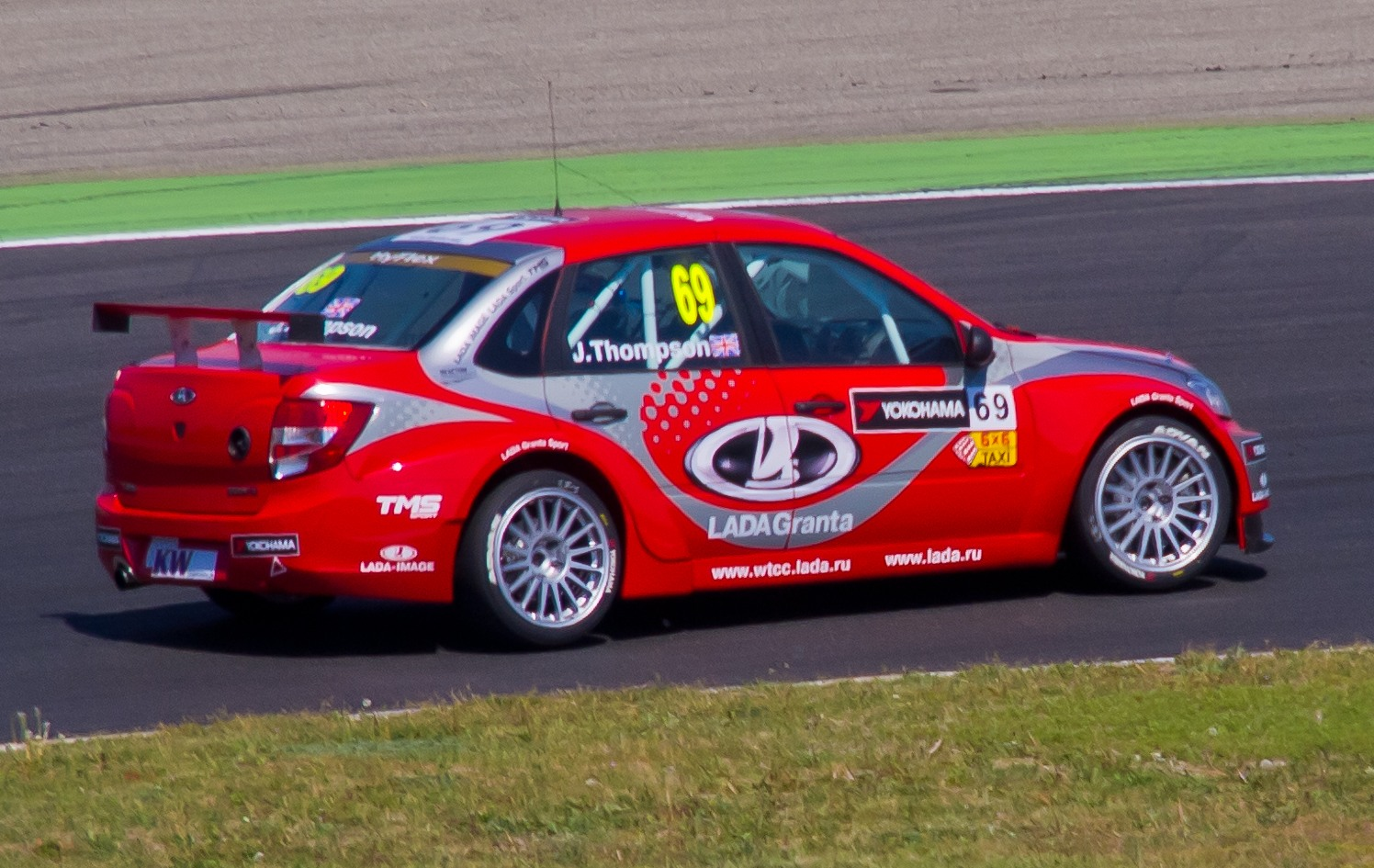
Der LADA Granta WTCC

Am 11. Mai 2011 wurde der Lada Granta auf einem Treffen der Vereinigung der Autohersteller Russlands in Toljatti präsentiert. Am 16. Mai 2011 begann der Testlauf der Produktion bei AwtoWAS. Der Beginn der Volumenproduktion wurde auf den Herbst 2011 datiert. Bis dahin sollten Tests durchgeführt und etwaige Mängel und Unstimmigkeiten des neuen Modells ausgebessert werden. Igor Anatoljewitsch Komarow, der Präsident von AwtoWAS, sagte in einem Interview mit Gazeta.ru, dass ein neuer Lada Granta bei seiner Markteinführung um die 220.000 Rubel (umgerechnet etwa 5.460 EUR) kosten würde. Die Preissteigerung im Vergleich zu „klassischen“ Modellen von AwtoWAS (z. B. Lada Nova) begründete Komarow damit, dass der Granta mehr Komfort, Modernität und Sicherheit bieten würde. Auch wurde verlautbart, dass der Wagen ab Ende 2011 für den Endverbraucher zur Verfügung stünde.
Ab dem 8. September 2011 konnte der Lada Granta von Privatkunden vorbestellt werden. Am 29. November 2011 wurde der erste Wagen für den Markt produziert und am 1. Dezember 2011 folgte der offizielle Verkaufsstart. Im Zeitraum Januar bis April 2012 wurden in Russland 26.674 Neufahrzeuge an Endkunden verkauft.
Am 19. Juli 2012 begann die Produktion des Granta mit Automatikgetriebe. Dieses sollte auf dem russischen Markt für 373.300 Rubel erhältlich sein, was etwa 9.500 Euro entspricht. Insgesamt war der Granta mit 121.151 abgesetzten Exemplaren das zweitmeistverkaufte Modell in Russland 2012.
Ursprünglich sollte der Verkauf des Lada Granta in Deutschland bereits 2012 zu einem Preis von 7500 EUR starten. Der Hersteller AwtoWAS verlegte den Verkaufsstart auf das Jahr 2013. Außer in Deutschland sollte der Lada Granta dann auch in Frankreich, in Serbien sowie in den baltischen Ländern erhältlich sein. Im Juli 2018 wurde der Granta in Deutschland ab 7260 EUR verkauft und war damit nach dem Dacia Sandero der zweitgünstigste Neuwagen in der Bundesrepublik. In Russland wird der Granta ab 369.000 Rubel angeboten, was ungefähr 4915 EUR entspricht.
Die Vorstellung eines „Facelift-Granta“ im Rahmen der internationalen Automesse in Moskau wurde für den August 2018 angekündigt. Dieser neue Granta ersetzte alle Versionen der Kalina- und Grantafamilie und kam als Limousine, Fließheck, Hatchback und Kombi. Die Optik wurde aufgefrischt und orientiert sich stark am neuen X-Design von Lada, welches bereits vom Vesta und X-Ray bekannt ist.
Als Reaktion auf den Überfall Russlands auf die Ukraine im Februar 2022 wurden verschiedene Sanktionen gegen Russland verhängt. Infolgedessen musste die Produktion bei AwtoWAS zwischenzeitlich eingestellt werden. Am 8. Juni 2022 teilte der Hersteller mit, dass die Produktion des Granta wieder aufgenommen wurde. Fortan ist nur noch eine reduzierte Ausstattung verfügbar. Unter anderem entfielen ABS und alle Airbags. Außerdem sollen die Motoren maximal Euro-2-Vorgaben entsprechen. Seit Ende August 2022 werden Airbags wieder verbaut.

## Ausstattungsvarianten
Der Lada Granta wird in drei Ausstattungsvarianten angeboten: Standard (Стандарт), Norma (Норма) und Lux (Люкс). Die gehobene Lux-Version bietet zusätzliche Extras wie Antiblockiersystem, Klimaanlage, Funkfernbedienung, eingebautes Audiosystem, Beifahrerairbag, beheizte Außenspiegel oder Kopfstützen an der hinteren Sitzreihe.

## Technische Daten
Das Fahrwerk des Granta hat MacPherson-Federbeine und Querlenker vorn und eine Verbundlenkerachse hinten. Die Zahnstangenlenkung arbeitet mit einem elektrischen Servo, die Bremsen sind vorn als Scheibenbremsen und hinten als Trommelbremsen ausgeführt und werden hydraulisch betätigt.
|                                             | Granta 2190 8V        | Granta 2190 8V        | Granta 2190 16V            | Granta 2190 16V (Russland) | Granta Sport 16V (Russland) | Granta Sport 16V (Russland) | Granta Sport 16V (Russland) |
| Bauzeitraum                                 | 11/2011–03/2021       | seit 03/2021          | seit 01/2016               | seit 11/2011               | 03/2018–01/2019             | 05/2016–02/2018             | seit 09/2023                |
| Motorkenndaten                              |                       |                       |                            |                            |                             |                             |                             |
| Motortyp                                    | R4-Ottomotor          | R4-Ottomotor          | R4-Ottomotor               | R4-Ottomotor               | R4-Ottomotor                | R4-Ottomotor                | R4-Ottomotor                |
| Hubraum                                     | 1596 cm³              | 1596 cm³              | 1596 cm³                   | 1596 cm³                   | 1596 cm³                    | 1596 cm³                    | 1596 cm³                    |
| max. Leistung bei min−1                     | 64 kW (87 PS) / 5100  | 66 kW (90 PS) / 5000  | 72 kW (98 PS) / 5600       | 78 kW (106 PS) / 5800      | 84 kW (114 PS) / 6000       | 87 kW (118 PS) / 6750       | 87 kW (118 PS) / 5900       |
| max. Drehmoment bei min−1                   | 140 Nm / 3800         | 143 Nm / 3800         | 145 Nm / 4000              | 148 Nm / 4200              | 150 Nm / 4750               | 154 Nm / 4750               | 151 Nm / 5000               |
| Kraftübertragung                            |                       |                       |                            |                            |                             |                             |                             |
| Antrieb                                     | Vorderradantrieb      | Vorderradantrieb      | Vorderradantrieb           | Vorderradantrieb           | Vorderradantrieb            | Vorderradantrieb            | Vorderradantrieb            |
| Getriebe, serienmäßig                       | 5-Gang-Schaltgetriebe | 5-Gang-Schaltgetriebe | 5-Gang-Schaltgetriebe      | 5-Gang-Schaltgetriebe      | 5-Gang-Schaltgetriebe       | 5-Gang-Schaltgetriebe       | 5-Gang-Schaltgetriebe       |
| Getriebe, optional                          | —                     | —                     | [4-Gang-Automatikgetriebe] | [5-Gang-Automatikgetriebe] | —                           | —                           | —                           |
| Messwerte                                   |                       |                       |                            |                            |                             |                             |                             |
| Höchstgeschwindigkeit                       | 172 km/h              | 179 km/h              | 176 km/h                   | 184 km/h                   | 195 km/h                    | 197 km/h                    | 190 km/h                    |
| Beschleunigung, 0–100 km/h                  | 11,6 s                | 11,2 s                | 13,1 s                     | 10,5 s [12,0 s]            | 9,5 s                       | 9,5 s                       | 10,0 s                      |
| Kraftstoffverbrauch auf 100 km (kombiniert) | 6,6 l Super           | 6,8 l Super           | 6,4 l [7,1 l] Super        | 6,7 l [6,6 l] Super        | 8,6 l Super                 | 6,8 l Super                 | 7,0 l Super                 |
| CO2-Emissionen (kombiniert)                 | 149 g/km              |                       | 148 g/km [164 g/km]        |                            |                             |                             |                             |
| Leergewicht                                 | 1080 kg               | 1075–1160 kg          | 1090 kg                    | 1075–1160 kg               | 1140 kg                     | 1140 kg                     | 1090 kg                     |

*In [ ] Werte der Automatikversion.